# Gnophomyia justoides
Gnophomyia justoides is een tweevleugelige uit de familie steltmuggen (Limoniidae). De soort komt voor in het Neotropisch gebied.